# Tribeč
I Tribeč (in slovacco Veporské vrchy) sono un massiccio montuoso della Slovacchia parte dei Carpazi.

## Classificazione
I Tribeč hanno la seguente classificazione:
- catena montuosa = Carpazi
- provincia geologica = Carpazi Occidentali
- sottoprovincia = Carpazi Occidentali Interni
- area = Area Fatra-Tatra
- gruppo = Tribeč.